# Pedro Vicuña
Pedro Ignacio Vicuña Navarro (Santiago, 24 em dezembro de 1956) é um ator, poeta, diretor de teatro e político chileno.

## Biografia
É o sétimo filho do poeta José Miguel Vicuña Lagarrigue e da escritora Eliana Navarro Barahona, e neto do advogado, escritor e político Carlos Vicuña Fuentes.
Estudou atuação no Teatro Nacional de Atenas, na Grécia, onde residiu entre os anos 1970 e meados dos anos 1980. Trabalhou na Agência de Teatro do Chipre (Θεατρικός Οργανισμός Κυπρου) entre 1979 e 1981. Ele fez sua estreia na televisão, no Chile, na década de 1990, participando em sua maioria, em produções do Canal 13. Seu último trabalho na TV foi a série Eres mi tesoro do canal Mega.
Entrou na política quando serviu como conselheiro da comuna de Providencia em nome do Partido Socialista do Chile.

## Filmografia

### Televisão
| Ano  | Título                | Personagem            | Papel      | Canal       |
| ---- | --------------------- | --------------------- | ---------- | ----------- |
| 1995 | El amor está de moda  | Samuel                | Secundario | Canal 13    |
| 1997 | Eclipse de Luna       | José Quiroz           | Secundario | Canal 13    |
| 1998 | Amándote              | Giuseppe Trosciani    | Secundario | Canal 13    |
| 2000 | Sabor a ti            | Juan Solano           | Secundario | Canal 13    |
| 2009 | Sin anestesia         | Servando Díaz         | Secundario | Chilevisión |
| 2013 | Secretos en el jardín | Darío Cáceres         | Secundario | Canal 13    |
| 2015 | Eres mi tesoro        | Jorge "Tigre" Pizarro | Secundario | Mega        |

### Outras participações
| Ano  | Título                   | Personagem                  | Papel                 | Canal       |
| ---- | ------------------------ | --------------------------- | --------------------- | ----------- |
| 1986 | La Villa                 | Assassino de Carlos Vernier | Participação especial | TVN         |
| 1991 | Ellas por Ellas          | Gonzalo "Lalo"              | Participação especial | Canal 13    |
| 1994 | Champaña                 | Vampiro en el bar           | Participação especial | Canal 13    |
| 1996 | Marrón Glacé, el regreso | Fuenzalida                  | Participação especial | Canal 13    |
| 2002 | El circo de las Montini  | Roberto                     | Participação especial | TVN         |
| 2003 | Machos                   | Carlos Garrido              | Participação especial | Canal 13    |
| 2010 | Mujeres de lujo          | Dr. Miguel Barrera          | Participação especial | Chilevisión |
| 2012 | Reserva de familia       | Iván Serrano                | Participação especial | TVN         |
| 2019 | Juegos de poder          | José Toro                   | Participação especial | MEGA        |